# Florence Thomassin
Pour les articles homonymes, voir Thomassin.
Florence Thomassin, née le 24 juin 1966  dans le 16e arrondissement de Paris, est une actrice et sculptrice française ,.
En 2001, elle est nommée au César de la meilleure actrice dans un second rôle pour son rôle de Béatrice dans Une affaire de goût de Bernard Rapp.

## Biographie
Issue d'un milieu modeste, elle a grandi dans le IXe arrondissement de Paris. Souvent mentionnée, à tort, comme la sœur du journaliste Olivier Delacroix, il n'en est rien. Cette fausse information est venue d'une blague d'Olivier Delacroix, reprise depuis par toutes les biographies et les journalistes.
Elle prend des cours de théâtre chez Véra Gregh et se perfectionne au métier d'actrice au studio Pygmalion.
De 1986 à 1989, elle est danseuse nue à l'Alcazar.

### Cinéma
En 1989, son premier rôle au cinéma est dans Le Crime d'Antoine de Marc Rivière.
En 2016, elle est membre du jury du 27e Festival du film britannique de Dinard.

### Télévision
En 1993, Jacques Ertaud souhaite qu'elle interprète Catherine, la première femme d'origine modeste à devenir médecin pour son premier rôle principal dans Catherine Courage sur TF1.

### Sculpture
En 2009, Florence Thomassin expose ses « créatures d'argile » à la galerie Claire Corcia lors de l'exposition Féminin Pluriel.

## Filmographie

### Cinéma

#### Années 1980 et 1990
- 1989 : Le Crime d'Antoine de Marc Rivière : La nurse
- 1989 : Un père et passe de Sébastien Grall
- 1990 : Annabelle partagée de Francesca Comencini : Laurence
- 1990 : Cellini, l'or et le sang[10] de Giacomo Battiato : Mme d'Estampes
- 1993 : Mina Tannenbaum[10] de Martine Dugowson : La cousine
- 1995 : Ainsi soient-elles[3] de Patrick Alessandrin et Lisa Alessandrin  : Jeanne
- 1995 : Élisa[3] de Jean Becker : Élisa Desmoulin
- 1995 : Des nouvelles du bon Dieu de Didier Le Pêcheur
- 1995 : Beaumarchais, l'insolent[10] d'Édouard Molinaro : Marion Menard
- 1995 : Le Mas Théotime de  Philomène Esposito : Geneviève
- 1995 : Les Victimes de Patrick Grandperret : Manou
- 1996 : Dobermann[10] de Jan Kounen : Florence
- 1997 : Cinquième saison de Rafi Pitts
- 1998 : Le Plaisir (et ses petits tracas)[10] de Nicolas Boukhrief : Lise
- 1998 : L'Île au bout du monde d'Henri Herré
- 1999 : Paddy de Gérard Mordillat : Norma
- 1999 : Rien à faire de Marion Vernoux : Sophie
- 1999 : Une affaire de goût de Bernard Rapp : Béatrice

#### Années 2000
- 2003 : Le Cœur des hommes[3] de Marc Esposito : Juliette
- 2004 : Un long dimanche de fiançailles[3] de Jean-Pierre Jeunet : Récitante (voix)
- 2004 : Douches froides[3] d'Antony Cordier: Annie
- 2005 : L'Anniversaire de Diane Kurys : Jenny
- 2005 : Président[3] de Lionel Delplanque : Juge Benoît
- 2005 : Le Grand Meaulnes[3] de Jean-Daniel Verhaeghe : Mme Meaulnes
- 2006 : Ne le dis à personne[10] de Guillaume Canet : Charlotte Bertaud
- 2006 : Vent mauvais[3] de Stéphane Allagnon : Laure Castel
- 2007 : Le Cœur des hommes 2[3] de Marc Esposito : Juliette
- 2008 : Soit je meurs, soit je vais mieux[3] de Laurence Ferreira Barbosa : Sabine
- 2008 : 57000 km entre nous[3] de Delphine Kreuter
- 2008 : L'Instinct de mort[3] de Jean-François Richet : Sarah

#### Années 2010
- 2010 : Tête de turc de Pascal Elbé : Mouna
- 2010 : La Princesse de Montpensier de Bertrand Tavernier : Marquise de Mézières
- 2011 : Dix-sept Filles de Delphine et Muriel Coulin : la mère de Camille
- 2012 : Dubaï Flamingo de Delphine Kreuter : Livia
- 2012 : Paradis perdu[2] d'Ève Deboise : Sonia
- 2012 : Comme des frères de Hugo Gélin : Line
- 2013 : 12 ans d'âge[10] de Frédéric Proust : Cathy
- 2013 : Le Cœur des hommes 3 de Marc Esposito : Juliette
- 2014 : Ablations[3] de Arnold de Parscau : Anna
- 2014 : Les Nuits d'été de Mario Fanfani : Florence Weissweiller
- 2015 : La Fille du patron d'Olivier Loustau : Mado
- 2015 : Arrête ton cinéma ! de Diane Kurys : Chacha
- 2015 : Spectrographies de SMITH : Rosa
- 2017 : Vive la crise de Jean-François Davy : Hélène
- 2018 : Moi et le Che de Patrice Gautier : la femme de la boîte aux lettres
- 2018 : MILF d'Axelle Laffont : Marie Christine
- 2018 : L'Incroyable Histoire du facteur Cheval de Nils Tavernier : Félicienne
- 2019 : Douze mille de Nadège Trebal : Evelyn

#### Courts métrages
- 1989 : Je te t'aime, de Bernard Dubois
- 1990 : La Vie sur Mars, de Renée Blanchar
- 1995 : Cinématon no 1753, de Gérard Courant
- 2016 : TRAUM de SMITH : voix de Jenia

### Télévision

#### Années 1990
- 1993 : Catherine Courage de Jacques Ertaud
- 1996 : Vice vertu et vice versa de Françoise Romand
- 1997 : Inca de Oro de Patrick Grandperret
- 1997 : Une vie pour une Autre d'Henri Hellman : Mélanie
- 1999 : Les Vilains de Xavier Durringer : Anna

#### Années 2000
- 2001 : L'Apprentissage de la ville de Gérard Mordillat
- 2004 : Poussière d'amour de Philippe Venault
- 2004 : Nuit noire, 17 octobre 1961'  de Alain Tasma : Nathalie
- 2004 : Capone de Jean-Marc Brondolo : Carole
- 2005 : L'Instit de Pierre Grimblat et Didier Cohen
- 2006 : Comme deux gouttes d'eau  de Stéphane Kurc
- 2008 : Le Silence de l'épervier  de Dominique Ladoge
- 2008 : Terre de lumière de Stéphane Kurc
- 2008 : Suite noire : La Musique de papa de Patrick Grandperret

#### Années 2010
- 2010 : Les Vivants et les Morts (série) de Gérard Mordillat : Mickie
- 2011 : Roses à crédit de Amos Gitaï : Marie
- 2012 : La Ballade de Kouski d'Olivier Langlois : Sandra
- 2012 : Les Cinq parties du monde de Gérard Mordillat : Linda
- 2012 : Engrenages de Alexandra Clert et Guy-Patrick Sainderichin : Mme Jorkal
- 2013 : Tiger Lily, 4 femmes dans la vie[10] de Benoît Cohen : Rita[12]
- 2015 : Malaterra de Laurent Herbiet et Jean-Xavier de Lestrade : Annabelle, sœur de Karine Marchetti
- 2017 : Tensions sur le Cap Corse de Stéphanie Murat : Claire Siabelli
- 2017 : Capitaine Marleau : La mémoire enfouie de Josée Dayan : Mathilde Liorade
- 2017 : La Vengeance aux yeux clairs (saison 2) : femme de Gaspard
- 2019 : Vernon Subutex de Cathy Verney : Sylvie Langlois
- 2019 : À l'intérieur de Vincent Lannoo : Valérie

#### Années 2020
- 2020 : Le Voyageur de Stéphanie Murat : Annie Artaud
- 2021 : La Petite Femelle de Philippe Faucon : Eva
- 2021 : Alexandra Ehle, épisode Sans visage : Clara
- 2021 : Pour te retrouver de Bruno Garcia : Capitaine Jocelyn
- 2023 : Pax Massilia d'Olivier Marchal : Commissaire Fabiani
- 2024  : Ça, c'est Paris ! de Marc Fitoussi : Cookie
- 2024 : Capitaine Marleau, épisode Le Secret d'Alba de Josée Dayan : Jeanne Oberson

## Théâtre
- 2003 : Providence Café de Mohamed Rouabhi, mise en scène de l'auteur, théâtre du Rond-Point : Patty Moriarty, Carol Baker
- 2006 : Et après... de Barbara d'Alessandri, mise en scène Barbara d'Alessandri et Dominique Farrugia, théâtre de la Gaîté-Montparnasse
- 2010 : Un tramway[2] d'après Un tramway nommé Désir de Tennessee Williams, mise en scène Krzysztof Warlikowski, Odéon-Théâtre de l'Europe : Stella
- 2011 : Un tramway d'après Un tramway nommé Désir de Tennessee Williams, mise en scène Krzysztof Warlikowski, Comédie de Genève, Odéon-Théâtre de l'Europe
- 2015 : Danser à Lughnasa de Brian Friel, mise en scène Didier Long, Théâtre de l'Atelier : Maggie

## Distinctions

### Récompenses
- Festival de la fiction de La Rochelle 1999 : meilleure interprétation féminine pour Les Vilains[15]
- Festival Jean Carmet de Moulins 2005 : meilleur second rôle féminin pour Douches froides[16]

### Nominations
- César 2001 : Meilleure actrice dans un second rôle pour Une affaire de goût[4]
- Prix Raimu 2007 : comédienne dans un second rôle Le Cœur des hommes 2[17]